# 八大金刚
八大金刚，佛教汉传佛教密宗中手持金刚杵護持佛法的八位執金剛神，是守護《金刚经》的八位金剛護法。清朝学者周克复的《金刚经持验记》中记载八大金刚是“青除灾金刚、黄随求金刚、赤声火金刚、白净水金刚、紫贤金刚、辟毒金刚、定除灾金刚（或作定持灾）、大神金刚”。

## 奉請順序
第一奉請「青除災金剛」，除一切災咎。第二奉請「辟毒金剛」，除一切毒苦。第三奉請「黃隨求金剛」，滿足一切所求。第四奉請「白淨水金剛」，除一切熱惱。第五奉請「赤聲火金剛」，能照眾生光明。第六奉請「定除災金剛」。能除一切眾生災難。第七奉請「紫賢金剛」。能令一切眾生發菩提心。第八奉請「大神金剛」。能令一切眾生成就智慧。

## 文学
明朝吴承恩《西游记》记载如来佛座前有“八大金刚”。